# Limenitis lydia
Limenitis lydia är en fjärilsart som beskrevs av Butler 1865. Limenitis lydia ingår i släktet Limenitis och familjen praktfjärilar. Inga underarter finns listade i Catalogue of Life.